# Uchentein
Uchentein är en kommun i departementet Ariège i regionen Occitanien i södra Frankrike. Kommunen ligger  i kantonen Castillon-en-Couserans som ligger i arrondissementet Saint-Girons. År 2018 hade Uchentein 17 invånare.

## Befolkningsutveckling
Antalet invånare i kommunen Uchentein
Referens: INSEE